# گوشترات
گوشترات (به آلمانی: Gusterath) یک شهر در آلمان است که در تریر-زاربورگ واقع شده‌است. گوشترات ۱٬۸۹۷ نفر جمعیت دارد.